# Lucky Star (Madonna-låt)
"Lucky Star" är en låt skriven och framförd av den amerikanska popartisten Madonna. Låten gavs ut som den fjärde singeln från debutalbumet Madonna den 8 september 1983. Under inspelningen var Madonna inte nöjd med producenten Reggie Lucas version av låten och vände sig därför senare till sin dåvarande pojkvän John "Jellybean" Benitez för att remixa låten utifrån hennes egna idéer. "Lucky Star" är en dancelåt i medeltempo som kombinerar tunga beats från en trumma med ljudet av en gitarr som spelas i ett högt riff. I låttexten ställs den manliga kroppen sida vid sida med de vackra stjärnorna på himlen.
Både samtida och moderna kritiker har hyllat låten och betraktat den som en introduktion till upbeat dancemusik. "Lucky Star" blev Madonnas första topp 5-hit på Billboard Hot 100, där den nådde plats fyra som bäst och blev den första av 16 topp 10-singlar i rad. Den hade redan blivit Madonnas första listetta på Billboards dancelista, där den nådde första plats tillsammans med den tidigare utgivna singeln "Holiday".
"Lucky Star" har även släppts på greatest hits-albumen The Immaculate Collection (1990) och Celebration (2009).
Musikvideon till låten regisserades av Arthur Pierson och producerades av Glenn Goodwin.

## Låtlistor och format
| - 7"-vinylsingel 1. A. "Lucky Star" (Edit) – 3:50 2. B. "I Know It" – 3:47 - Europeisk/brittisk 12"-vinylsingel 1. A. "Lucky Star" (U.S Remix) – 7:14 2. B. "I Know It" – 3:44 | - Amerikansk 12"-promosingel 1. A. "Lucky Star" – 5:30 2. B. "Holiday" – 6:08 - Tysk/brittisk CD-maxisingel (1995) 1. "Lucky Star" (U.S. Remix) – 7:14 2. "I Know It" – 3:47 |

## Medverkande
- Madonna – sång, låtskrivare
- Reggie Lucas – producent, trumprogramering
- John "Jellybean" Benitez – ljudmix
- Fred Zarr – synthesizer, elpiano, akustiskt piano
- Dean Gant – synthesizer, elpiano, akustiskt piano
- Ira Siegal – gitarrer
- Leslie Ming – trumarrangemang
- Bobby Malach – tenorsaxofon

Medverkande är hämtade ur albumhäftet till Madonna.

## Listplaceringar
| Lista (1984)                              | Högsta Position |
| ----------------------------------------- | --------------- |
| Australien (Kent Music Report)            | 36              |
| Irland (Irish Singles Chart)              | 19              |
| Kanada (RPM)                              | 8               |
| Storbritannien (UK Singles Chart)         | 14              |
| USA (Billboard Hot 100)                   | 4               |
| USA (Billboard Hot Adult Contemporary)    | 19              |
| USA (Billboard Hot Black Singles)         | 42              |
| USA (Billboard Hot Dance Music/Club Play) | 1               |

| Lista (1984)          | Position |
| --------------------- | -------- |
| USA Billboard Hot 100 | 66       |

### Fotnoter
1. ↑  Warwick, Kutner & Brown 2004, s. 143
2. 1 2  Albumhäfte för Madonna av Madonna [LP/CD]. Sire Records. 1983. 9 23867-1.
3. ↑  Singelhäfte för "Lucky Star" av Madonna [Amerikansk 7"-vinylsingel]. 7-29177.
4. ↑  Singelhäfte för "Lucky Star" av Madonna [Brittisk 12"-vinylsingel]. 920149-0.
5. ↑  Singelhäfte för "Lucky Star" av Madonna [Amerikansk 12"-promosingel]. PRO-A-2069.
6. ↑  Singelhäfte för "Lucky Star" av Madonna [Tysk CD-maxisingel]. 7599 20149-2.
7. ↑  Kent, David (1993) (doc). Australian Chart Book 1970–1992. Australian Chart Book, St Ives, N.S.W. ISBN 0-646-11917-6. Läst 24 februari 2009
8. ↑  ”The Irish Charts – All there is to know”. Irish Recorded Music Association. 25 mars 1984. http://www.irishcharts.ie/search/placement. Läst 24 februari 2009.
9. ↑  "Top Singles – Volume 41, No. 12, November 24, 1984" Arkiverad 10 oktober 2012 hämtat från the Wayback Machine.. RPM. RPM Music Publications Ltd. 1984-11-24. Läst 2009-08-27.
10. ↑  "Chart Stats – Madonna – Lucky Star". The Official Charts Company. Chartstats.com. Läst 2009-08-27.
11. ↑  "The Billboard Hot 100: Week of October 20, 1984". Billboard. Nielsen Business Media, Inc. 1984-10-20. Läst 2009-08-27.
12. 1 2 3  "Madonna > Charts & Awards > Billboard Singles". Allmusic. Rovi Corporation. Läst 2009-08-27.
13. ↑  ”Hot 100 Year end issue: 1984”. Billboard (Nielsen Business Media, Inc) 96 (51):  sid. 14. 1984-12-22. ISSN 0006-2510. http://books.google.co.in/books?id=ZSQEAAAAMBAJ&dq=Madonna+lucky+star&q=Madonna+Lucky+Star#v=snippet&q=Madonna%20Lucky%20Star&f=false. Läst 3 april 2013.